# Le Livre de la jungle (film, 1994)
Pour les articles homonymes, voir Le Livre de la jungle (homonymie).
Série
The Jungle Book: Mowgli's Story
(1998)
Pour plus de détails, voir Fiche technique et Distribution.
Le Livre de la jungle (Rudyard Kipling's The Jungle Book) est un film américain réalisé par Stephen Sommers et sorti en 1994. Produite par Walt Disney Pictures, il s'agit d'une adaptation cinématographique du roman de Rudyard Kipling et un remake en prise de vue réelle du film d'animation du même nom sorti en 1967.
Disney produit ensuite une autre adaptation préquelle, sortie directement en vidéo, intitulée The Jungle Book: Mowgli's Story.

## Synopsis
Mowgli, un petit garçon de 5 ans, est retrouvé et élevé par une famille de loups, après s'être perdu dans la jungle lors d'une attaque de tigre (qui a tué son père) au village des hommes. Durant son enfance, il découvre la vie avec ses amis l'ours Baloo et la panthère Bagheera. Quinze ans plus tard, Mowgli a 20 ans et vit encore dans la jungle. Le roi Louie l'orang-outan vole le bracelet de Mowgli ; il ne lui rendra que s'il réussit à vaincre Kaa le python molurus. Mowgli réussit à le vaincre et à le blesser avec une dague qu'il a trouvée dans le trésor des singes.
Après cela, il s'aventure vers la cité des hommes et retrouve son amie d'enfance Kitty, la fille du colonel Brydon. Le Dr Plumford et Kitty lui réapprennent le langage humain, mais le Capitaine Boone qui a des vues sur Kitty et sur le trésor de la cité des singes enlève le Colonel Geoffrey et sa fille afin de le contraindre à les conduire jusqu'au trésor. Le groupe traverse la jungle où Shere Khan le terrible tigre rôde ; il tue Wilkins, le lieutenant de Boone (qui s'était séparé du groupe et perdu dans la jungle). Arrivé au trésor, Mowgli affronte Boone en duel et parvient à le vaincre avec la dague qu'il avait utilisée contre Kaa ; Mowgli et Kitty fuient ensuite le temple tandis que Louie appelle Kaa. Ce dernier, guéri de ses blessures, fait tomber Boone dans l'eau et le tue.
À la sortie du temple, Mowgli et Kitty sont confrontés par Shere Khan qui regarde Mowgli dans les yeux jusqu'à ce qu'il le voie comme une créature de la jungle ; le tigre les laisse alors partir. Arrivés à la cascade, ils sont heureux de retrouver le colonel Geoffrey et Baloo (qui avaient été blessés), qui ont été guéris par le Dr Plumford, et partagent enfin un baiser passionné.

## Fiche technique
Sauf indication contraire, les informations mentionnées dans cette section peuvent être confirmées par la base de données cinématographiques IMDb,  présente dans la section « Liens externes ».
- Titre original : Rudyard Kipling's The Jungle Book
- Titre français et québécois : Le livre de la jungle
- Réalisation : Stephen Sommers
- Scénario : Stephen Sommers, Ronald Yanover et Mark Geldman, d'après le roman de Rudyard Kipling adapté par Ronald Yanover et Mark Geldman
- Musique : Basil Poledouris
- Direction artistique : Allan Cameron
- Décors : Crispian Sallis
- Costumes : John Mollo
- Photographie : Juan Ruiz Anchía
- Son : Joseph Geisinger
- Montage : Bob Ducsay
- Production : Edward S. Feldman (en), Raju Patel
  - Production déléguée : Mark Damon, Lawrence Mortorff, Sharad Patel
  - Production associée : Eric Angelson, Yash Johar
  - Coproduction : Michael J. Kagan, Rajendra Kumar
  - Coproduction déléguée : Rajendra Kumar
- Sociétés de production : Walt Disney Pictures
- Sociétés de distribution : Buena Vista Distribution Co., Inc., Buena Vista Home Video ; AMLF, Gaumont Buena Vista International (France) ; Alliance Vivafilm et Alliance Video
- Budget : 27 000 000 $ (USD) (estimation)[1]
- Pays de production :  États-Unis
- Langue originale : anglais
- Format : couleur — 35 mm — 2,39:1 — filmé en Panaflex — son Dolby Digital
- Genre : aventures, romance
- Durée : 111 minutes
- Dates de sortie :
  - États-Unis : 25 décembre 1994
  - France : 26 avril 1995

## Distribution
- Jason Scott Lee (VF : Philippe Vincent ; VQ : Alain Zouvi) : Mowgli
- Sean Naegeli : Mowgli à 5 ans
- Cary Elwes (VF : Frédéric van den Driessche ; VQ : Daniel Picard) : le capitaine William Boone
- Lena Headey (VF : Rafaèle Moutier ; VQ : Isabelle Cyr) : Katherine (Kitty) Brydon
- Joana Wolff : Kitty Brydon à 5 ans
- Sam Neill (VF : Daniel Beretta ; VQ : Vincent Davy) : le colonel Geofferey Brydon
- John Cleese (VF : Michel Prud'homme ; VQ : Daniel Roussel) : le Dr Julien Plumford
- Jason Flemyng (VQ : Pierre Auger) : le lieutenant John Wilkins
- Ron Donachie (VQ : Yves Massicotte) : le sergent Harley
- Anirudh Agarwal (VQ : Yvon Thiboutot) : Tabaqui
- Liza Walker : Alice
- Rachel Robertson : Rose
- Nathalie Morse : Margaret
- Stefan Kalipha (en) (VQ : Manuel Tadros) : Buldeo

Source et légende : Version française (VF) sur Voxofilm Version québécoise (VQ) sur Doublage Québec

## Sorties internationales
Sauf mention contraire, les informations suivantes sont issues de l'IMDb

### Sorties cinéma
- Islande : 26 décembre 1994
- États-Unis : 29 décembre 1994 (New York City, New York)
- États-Unis : 30 décembre 1994
- Corée du Sud : 28 janvier 1995
- Taïwan : 28 janvier 1995
- Royaume-Uni : 17 février 1995
- Allemagne : 30 mars 1995
- Danemark : 31 mars 1995
- Finlande : 31 mars 1995
- Australie : 6 avril 1995
- Brésil : 7 avril 1995
- Irlande : 7 avril 1995
- Pologne : 13 avril 1995
- Portugal : 14 avril 1995
- France : 26 avril 1995
- Pays-Bas : 24 mai 1995
- Espagne : 29 mai 1995
- Uruguay : 29 mai 1995
- Hongrie : 6 juillet 1995
- Japon : 8 juillet 1995
- Argentine : 27 juillet 1995
- Italie : 20 octobre 1995
- Suède : 7 avril 1996
- Turquie : 17 mai 1996

### Sorties directement en vidéo
- Russie : 19 décembre 2001 (DVD)

## Accueil

### Critique
Sur le site d'agrégation de critiques Rotten Tomatoes , le film a reçu un taux d'approbation de 80 % sur la base de 44 critiques, avec une note moyenne de 6,6/10. Le consensus critique du site se lit comme suit : « Le Livre de la jungle de Rudyard Kipling n'est peut-être pas aussi fidèle au livre que son titre le suggère, mais il offre néanmoins une version live-action divertissante d'une histoire mieux connue sous forme animée. »

Le film a été bien accueilli, avec des éloges pour ses performances, son action et ses visuels, mais on lui a également reproché de ne pas rester fidèle à l'œuvre de Kipling, même si son nom figure toujours dans le titre. Roger Ebert du Chicago Sun-Times a notamment partagé ce sentiment. Il a déclaré que le film « a si peu de lien avec Rudyard Kipling ou son livre classique que le titre est inexplicable ». 
La douce innocence des fables de Kipling sur un garçon qui apprend à vivre parmi les animaux est ici remplacée par un clone d'« Indiana Jones », un thriller d'action que Kipling aurait regardé avec étonnement. 
Il poursuit en disant que c'est un bon film, lui attribuant trois étoiles sur quatre, mais qu'il ne convient pas à son public cible ; certaines « scènes ne conviennent pas aux jeunes enfants et la classification 'PG' est risible ».
Brian Lowry de Variety a déclaré que « techniquement, Le Livre de la jungle est une encyclopédie de merveilles, des paysages éblouissants (tournés en grande partie à Jodhpur, en Inde), de la cinématographie, des costumes et des décors, aux animaux, qui surpassent souvent leurs homologues à deux pattes. Malgré tout, Le Livre aurait pu être plus efficace si son histoire était restée sur une seule page. » Rita Kempley du Washington Post était plus favorable, déclarant que « le récit passe de la romance à l'aventure comme Cheetah sautait d'un pied sur l'autre, mais Sommers livre néanmoins une image de famille brutale. »

### Box-office
- Budget : 27 000 000 $ (USD) (estimation)[1]
- Recettes aux États-Unis : 44 342 956 $ (USD)[1]